# Eulimnichus optatus
Eulimnichus optatus är en skalbaggsart som beskrevs av Sharp 1902. Eulimnichus optatus ingår i släktet Eulimnichus och familjen lerstrandbaggar. Inga underarter finns listade i Catalogue of Life.